# Свети Йоан Предтеча (Белотинци)
„Свети Йоан Предтеча“ (на гръцки: Ιερός Ναός Τίμιου Προδρόμου Λευκογείων) е българска възрожденска църква в зърневското село Белотинци (Левкогия), Гърция, част от Зъхненската и Неврокопска епархия. Църквата е построена в 1836 година. На източната стена на мястото на стария керамичен надпис има нова мраморна плоча. В архитектурно отношение е типичната за епохата трикорабна базилика с дървен покрив. В 1887 година от западната страна е издигната внушителна камбанария. Иконите на иконостаса са от 1894 година. Според Георги Стрезов в 1891 година в църквата се чете смесено – на български и на гръцки.